# محبة النحاس البيناتوبونينية
محبة النحاس البيناتوبونينية (الاسم العلمي: Cupriavidus pinatubonensis) هي نوع من البكتيريا، سلبية الغرام، تتبع جنس محبة النحاس.